# Gulf Clubs Champions
La Gulf Clubs Champions è una competizione pallavolistica maschile per squadre di club di stati appartenenti al Consiglio di cooperazione del Golfo, organizzata annualmente dalla GCRVA.

## Albo d'oro
| Edizione      | Edizione            | Podio         | Podio         | Podio         |               |
| Anno          | Sede della finale   | Campione      | Seconda       | Terza         |               |
| ------------- | ------------------- | ------------- | ------------- | ------------- | ------------- |
| 1982 Dettagli | -                   | Al-Jazira     | Al-Arabi      | Al-Qadisiya   |               |
| 1983 Dettagli | Emirati Arabi Uniti | Al-Qadisiya   | Al-Arabi      | Al-Jazira     |               |
| 1984 Dettagli | Bahrein             | Al-Qadisiya   | Al-Arabi      | -             |               |
| 1985 Dettagli | Arabia Saudita      | Al-Ahli       | Al-Arabi      | Al-Qadisiya   |               |
| 1986 Dettagli | Qatar               | Al-Qadisiya   | Al-Arabi      | Al-Ahli       |               |
| 1987 Dettagli | Kuwait              | Al-Qadisiya   | Al-Arabi      | -             |               |
| 1988 Dettagli | Emirati Arabi Uniti | Al-Ahli       | Al-Arabi      | Al-Qadisiya   |               |
| 1989 Dettagli | Bahrein             | Al-Najma      | Al-Arabi      | Al-Qadisiya   |               |
| 1990 Dettagli | Arabia Saudita      | Al-Qadisiya   | Al-Arabi      | -             |               |
| 1991          | -                   | Non disputato | Non disputato | Non disputato | Non disputato |
| 1992 Dettagli | Oman                | Al-Qadisiya   | Al-Arabi      | -             |               |
| 1993 Dettagli | Bahrein             | Al-Nasr       | Al-Arabi      | Al-Qadisiya   |               |
| 1994 Dettagli | Kuwait              | Al-Ahli       | Al-Rayyan     | Kazma         |               |
| 1995 Dettagli | Emirati Arabi Uniti | Al-Muharraq   | Al-Arabi      | Kazma         |               |
| 1996 Dettagli | Bahrein             | Al-Muharraq   | Al-Rayyan     | Al-Qadisiya   |               |
| 1997 Dettagli | Arabia Saudita      | Al-Muharraq   | -             | -             |               |
| 1998 Dettagli | Oman                | Al-Muharraq   | -             | -             |               |
| 1999 Dettagli | Qatar               | Al-Muharraq   | -             | -             |               |
| 2000 Dettagli | Kuwait              | Al-Muharraq   | -             | -             |               |
| 2001 Dettagli | Emirati Arabi Uniti | Al-Muharraq   | -             | -             |               |
| 2002 Dettagli | Bahrein             | Al-Muharraq   | -             | -             |               |
| 2003 Dettagli | Arabia Saudita      | Al-Ahli       | -             | -             |               |
| 2004 Dettagli | Oman                | Al-Najma      | -             | -             |               |
| 2005 Dettagli | Qatar               | Al-Muharraq   | Qatar SC      | Al-Nasr       |               |
| 2006 Dettagli | Kuwait              | Al-Hilal      | Al-Nasr       | Al-Qadisiya   |               |
| 2007 Dettagli | Emirati Arabi Uniti | Al-Hilal      | Al-Arabi      | Al-Muharraq   |               |
| 2008 Dettagli | Bahrein             | Al-Qadisiya   | Al-Nasr       | Al-Hilal      |               |
| 2009 Dettagli | Arabia Saudita      | Al-Ahli       | Al-Qadisiya   | Al-Arabi      |               |
| 2010 Dettagli | Oman                | Al-Arabi      | Al-Hilal      | Al-Muharraq   |               |
| 2011 Dettagli | Qatar               | Al-Rayyan     | Al-Muharraq   | Saham Club    |               |
| 2012 Dettagli | Kuwait              | Al-Muharraq   | Al-Arabi      | Al-Qadisiya   |               |
| 2013 Dettagli | Bahrein             | Al-Hilal      | Al-Nasr       | Al-Arabi      |               |
| 2014 Dettagli | Bahrein             | Al-Ahli       | Al-Rayyan     | Al-Ahli       |               |
| 2015 Dettagli | Arabia Saudita      | Al-Rayyan     | Police        | Al-Ahli       |               |
| 2016 Dettagli | Oman                | Al-Rayyan     | Al-Arabi      | Al-Ahli       |               |
| 2017 Dettagli | Qatar               | Dar Kulaib    | Al-Rayyan     | Al-Salam      |               |
| 2018-19       | -                   | Non disputato | Non disputato | Non disputato | Non disputato |
| 2020 Dettagli | Kuwait              | Police        | Dar Kulaib    | Kuwait SC     |               |

## Palmarès per club
| Squadra     | Titolo | Edizione                                                   |
| ----------- | ------ | ---------------------------------------------------------- |
| Al-Muharraq | 10     | 1995, 1996, 1997, 1998, 1999, 2000, 2001, 2002, 2005, 2012 |
| Al-Ahli     | 9      | 1985, 1988, 1994, 2003, 2006, 2007, 2009, 2013, 2014       |
| Al-Qadisiya | 7      | 1983, 1984, 1986, 1987, 1990, 1992, 2008                   |
| Al-Rayyan   | 3      | 2011, 2015, 2016                                           |
| Al-Najma    | 2      | 1989, 2004                                                 |
| Al-Jazira   | 1      | 1982                                                       |
| Al-Nasr     | 1      | 1993                                                       |
| Al-Arabi    | 1      | 2010                                                       |
| Dar Kulaib  | 1      | 2017                                                       |
| Police      | 1      | 2020                                                       |

## Palmarès per nazioni
| Nazione             | Titolo |
| ------------------- | ------ |
| Bahrein             | 14     |
| Arabia Saudita      | 9      |
| Kuwait              | 7      |
| Qatar               | 5      |
| Emirati Arabi Uniti | 1      |